# Pozidriv
A Pozidriv egy csavarfejtípus, mely a Phillips csavarfej továbbfejlesztésének tekinthető. Szintén kereszthornyú csavarfej („csillagcsavar”), amely azonban kevésbé hajlamos kiugrásra nagy nyomatékkal történő behajtásoknál. PZ jelöléssel illetik csavarokon és csavarozófejeken (biteken), 0 és 5 közötti méretben kapható.

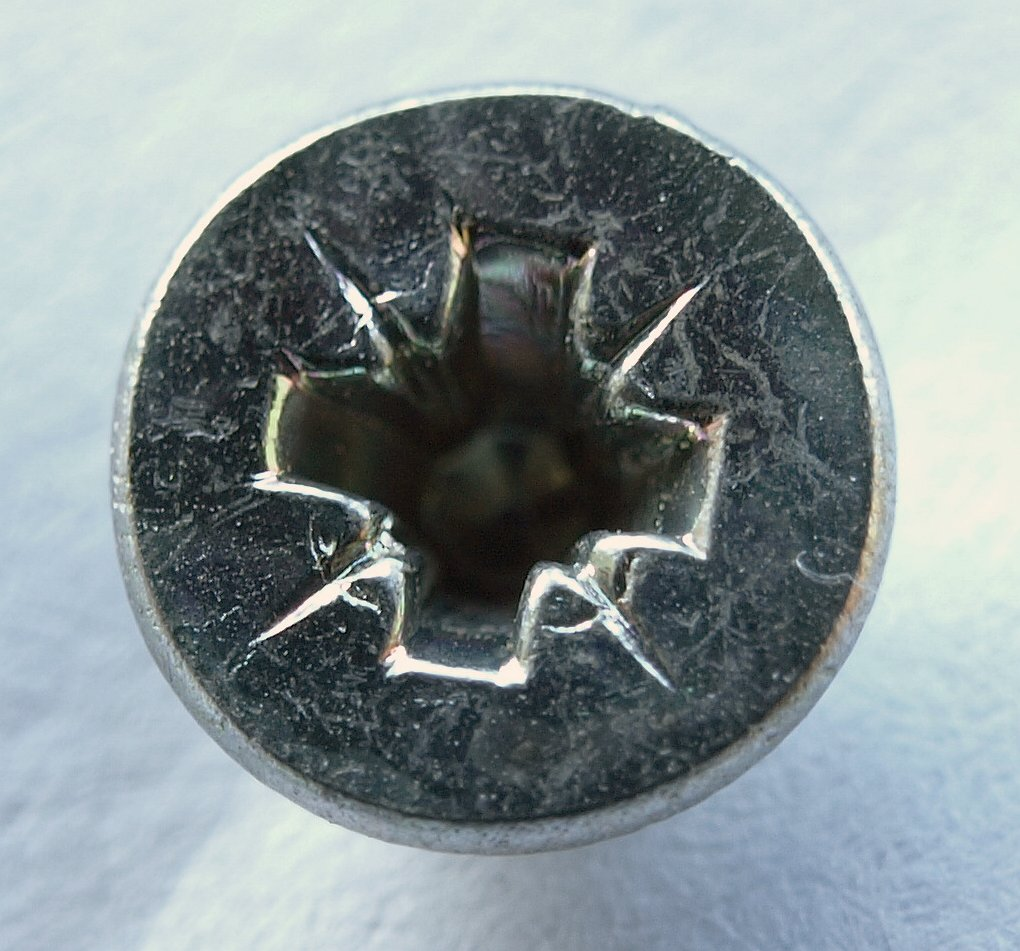
Pozidriv csavarfej

## Kialakítása
A fejből először egy kereszt alakú részt vágnak ki úgy, hogy a kereszt oldalfalai párhuzamosak egymással. Ez eltér a Phillips fej kialakításától, ahol a kereszt falai – kúphoz hasonlóan – egy elméleti pontban találkoznak. A fejlesztés célja, hogy nagy nyomatékkal történő behajtásnál a behajtó ne ugorhasson ki a csavarfejből. További különbség „elődjéhez” képest, hogy a főkereszthez képest 45 fokkal elforgatva egy mellékkereszt is található, amely tovább csökkenti a behajtó kiugrás lehetőségét. A Pozidriv csavarok behajthatók Phillips bittel bizonyos mértékig, Phillips csavart viszont nem lehet Pozidriv bittel sem kötni, sem oldani.

## Felhasználási terület
Tömeggyártásnál közkedvelt fejkialakítás, kis nyomatékkal kötött elemek rögzítésére használatos csavarfej. Elsősorban háztartási gépek gyártásánál használják olyan helyeken, ahol nem szükséges biztonsági rögzítés. Biztonsági rögzítés esetén más, ritkán használatos fejkialakítást alkalmaznak (a speciális csavarhúzó igény miatt).[forrás?]